# 정남규 (1917년)
정남규(1917년 2월 14일~1994년 6월 19일)는 대한민국의 정치인이다. 제5대 국회의원을 지냈다.

## 역대 선거 결과
|  | 31.99% |

|  | 4.43% |